# 歌謡ロック
歌謡ロック（かようロック）は、音楽ジャンルのひとつ。その名の通り、欧米発祥のロックミュージックに日本の歌謡曲の要素を合わせたもの。

## 主なバンドやアーティスト
歌謡ロックとして挙げられる主なバンド、アーティストには、以下のものがある。

### 1970年代
- 世良公則&ツイスト[2]。
- 桑名正博

### 1980年代
- アン・ルイス（1982年の活動再開後）
- THE ALFEE